# Maurice Cauchie
Pour les articles homonymes, voir Cauchie.
Maurice Cauchie est un musicologue et homme de lettres français né le 8 octobre 1882 à Paris et mort le 21 mars 1963 à Neuilly-sur-Seine.

## Biographie
Maurice Cauchie naît le 8 octobre 1882 à Paris (18e arrondissement de Paris),.
Scientifique de formation, il est fonctionnaire, membre du Cercle musical d'Annecy entre 1906 et 1914.
À compter de 1917, ses travaux de recherche portent sur la littérature française du début du XVIIe siècle, puis sur la musique française des XVIe et XVIIe siècles. Sur le sujet, il rédige de nombreux articles, sur Johannes Ockeghem, l'Odhecaton, Pierre Attaingnant, Clément Janequin, Maximilien Guilliaud, Jean de Castro, Pierre Cléreau, Guillaume Costeley, Claude Le Jeune, Richard Renvoisy, les Boësset, François Couperin, Gluck et Beethoven, dans le Bulletin de la Société française de musicologie, la Revue de musicologie et Le Ménestrel, notamment,.
Maurice Cauchie a écrit également plusieurs articles sur l'opéra-comique français du XIXe siècle dans la revue l'Opéra-Comique, dont il est rédacteur en chef de 1928 à 1931.
Il édite des chansons de Janequin et de divers auteurs du XVIe siècle chez Salabert (Rouart-Lerolle), et collabore à l'édition complète des œuvres de Couperin (Paris, L'Oiseau-Lyre, 1932-1933), dont il a dressé le catalogue thématique (Monaco, L'Oiseau-Lyre, 1949). Il est aussi l'auteur de l'ouvrage La Pratique de la musique (Paris, 1948), aux « idées originales discutables ».
Maurice Cauchie meurt le 21 mars 1963 à Neuilly-sur-Seine,.

## Publications
Parmi les écrits de Maurice Cauchie, figurent notamment :

### Ouvrages
- La pratique de la musique, Paris, 1948 ;
- Thematic Index of the Works of François Couperin, Monaco, 1949

### Articles
- « Les chansons à trois voix de Pierre Clérau », in Beethoven-Zentenarfeier (Vienne, 1927) ;
- « Maximilien Guilliaud », in Festschrift Adolph Koczirz, éd. R. Haas et J. Zuth (Vienne, 1930) ;
- « Les psaumes de Janequin », in Mélanges de musicologie offerts à M. Lionel de La Laurencie (Paris, 1933) ;
- « La pureté des modes dans la musique franco-belge du début du XVIe siècle », in Theodor Kroyer: Festschrift, éd. H. Zenck, H. Schultz et W. Gerstenberg (Regensburg, 1933).